# Reinaldo Navia
Reinaldo Marcelino Navia Amador (Quilpué, Región de Valparaíso, Chile, 10 de mayo de 1978) es un exfutbolista y entrenador de fútbol chileno. Jugaba de delantero y su último equipo fue el Atlanta Silverbacks de la North American Soccer League de Estados Unidos. 
Junto a Iván Zamorano formó la dupla de ataque que ganó la Medalla de Bronce en los Juegos Olímpicos de Sídney 2000. Además integró en reiteradas ocasiones a la selección adulta.
En México marcó 94 goles en 199 partidos con 7 clubes diferentes.

## Trayectoria
Comenzó su carrera en Santiago Wanderers, y pronto llamó la atención de equipos mexicanos debido a sus goles. Así, para la temporada 2001 es fichado por Tecos de la UAG. En dicho club realizó buenas campañas que le valieron llamar la atención de uno de los equipos más populares de México, el América.
En el Torneo de Apertura 2004 mientras militaba en América, en un partido contra los Tigres, sufrió una severa lesión que lo dejó fuera el resto de la temporada y todo el Torneo de Clausura 2005, donde las Águilas resultaron campeones. Además de que en el mes de abril de ese mismo año, se reportó que sufrió de una infección de hepatitis, más al comienzo del Torneo de Apertura 2005 reapareció y anotó un gol, curiosamente también contra los Tigres. Tuvo pasos por el Monterrey, donde fue marginado del club debido a indisciplinas, y San Luis.
Tras la Copa América de Venezuela, se rumoreó que Navia podría entrar al club chileno Colo-Colo tras la salida de Humberto Suazo, Sin embargo, el club negó reforzar al futbolista debido a su mal comportamiento en la Copa América.
Fue fichado por Liga de Quito, sin embargo por una lesión en la rodilla, en febrero de 2009 rescinde contrato, sin embargo Reinaldo se convirtió en el primer chileno en jugar una final de la Copa Mundial de Clubes de la FIFA y en el segundo en jugar una final por el título del campeón de clubes del mundo con un club extranjero, el otro chileno había sido Marcelo Salas quien jugó en la Copa Intercontinental con River Plate en 1997. Finalmente, tras varias negociaciones fallidas, firma por Santiago Morning de Chile. Para principios de 2010 es presentado como jugador del Veracruz, pero el Club América pide una cantidad para permitirle regresar a la Liga Mexicana por el pacto de caballeros, e impide que éste participe en esta liga. En junio de 2010 iba a convertirse en el nuevo refuerzo del club peruano Sporting Cristal, pero el Irapuato de México le ofreció una propuesta económicamente mejor.
En 2012 regresa a Chile a defender los colores de Ñublense de Chillán. Finalmente se retira del fútbol jugando por el Atlanta Silverbacks de la NASL.
En 2013, Navia decide incursionar como entrenador y firma con el Club Deportivo Oro de la Liga de Nuevos Talentos de México.

### Participaciones en Mundiales de Clubes
| Copa                                   | Sede  | PJ | Resultado  |
| -------------------------------------- | ----- | -- | ---------- |
| Copa Mundial de Clubes de la FIFA 2008 | Japón | 2  | Subcampeón |

## Selección nacional
- Su mayor logro fue la Medalla de Bronce para Chile en fútbol en los Juegos Olímpicos de Sídney 2000, como seleccionado Sub-23. Además, jugó en las Eliminatorias de los Mundiales Corea del Sur-Japón 2002 y Alemania 2006. En ninguna de ellas logró clasificar.
- En 2007 fue convocado por Nelson Acosta para disputar la Copa América 2007 en Venezuela, donde Chile llegó hasta cuartos de final y solo jugó un partido contra Ecuador, mientras que en los demás partidos se mantuvo como suplente. Y en que fue castigado por la ANFP con 20 partidos de suspensión para vestir la camiseta de la Selección Chilena (por un escándalo de indisciplina en el Hotel de concentración en la ciudad de Puerto Ordaz). En el inicio de las clasificatorias a Sudáfrica 2010, Navia se retiró de la selección nacional, (a pesar de que no había cumplido los 20 partidos de suspensión que terminaban en 2008).
- Presencias y goles: 40 participaciones y 10 goles (4 en partidos oficiales y 6 en amistosos)[10]
- Debut: 17 de febrero de 1999: Chile-Guatemala
- Último partido: Chile v/s Ecuador 27 de junio de 2007

### Participaciones en Copa América
| Torneo            | Sede      | Resultado        | Partidos | Goles |
| ----------------- | --------- | ---------------- | -------- | ----- |
| Copa América 2001 | Colombia  | Cuartos de final | 4        | 1     |
| Copa América 2007 | Venezuela | Cuartos de final | 1        | 0     |

### Participaciones con la selección sub-23
| Torneo                                         | Sede      | Resultado         | Partidos | Goles |
| ---------------------------------------------- | --------- | ----------------- | -------- | ----- |
| Torneo Preolímpico Sudamericano Sub-23 de 2000 | Brasil    | Subcampeón        | 5        | 1     |
| Juegos Olímpicos de Sídney 2000                | Australia | Medalla de Bronce | 6        | 4     |

### Participaciones en Clasificatorias a Copas del Mundo
| Eliminatorias                            | País                | Resultado      | Posición | Partidos | Goles |
| ---------------------------------------- | ------------------- | -------------- | -------- | -------- | ----- |
| Eliminatorias Corea del Sur y Japón 2002 | Corea del Sur Japón | No Clasificado | 10.º     | 8        | 1     |
| Eliminatorias Alemania 2006              | Alemania            | No Clasificado | 7.º      | 9        | 2     |

## Clubes

### Como jugador
| Club                | País           | Año           | Partidos | Goles |
| ------------------- | -------------- | ------------- | -------- | ----- |
| Santiago Wanderers  | Chile          | 1994-2000     | 98       | 42    |
| Tecos de la UAG     | México         | 2001-2002     | 62       | 30    |
| → América (cedido)  | México         | 2002          | 4        | 5     |
| Morelia             | México         | 2003          | 38       | 26    |
| América             | México         | 2004-2006     | 47       | 25    |
| Monterrey           | México         | 2006          | 13       | 3     |
| San Luis            | México         | 2006-2007     | 12       | 6     |
| Atlas               | México         | 2007          | 13       | 4     |
| Racing              | Argentina      | 2008          | 16       | 1     |
| Liga de Quito       | Ecuador        | 2008          | 16       | 5     |
| Santiago Morning    | Chile          | 2009-2010     | 13       | 2     |
| Deportivo Irapuato  | México         | 2010          | 14       | 3     |
| Ñublense            | Chile          | 2010-2011     | 10       | 3     |
| Atlanta Silverbacks | Estados Unidos | 2011-2012     | 18       | 7     |
| Total carrera       | Total carrera  | Total carrera | 374      | 162   |

### Como entrenador
| Club               | País   | Año  |
| ------------------ | ------ | ---- |
| Club Deportivo Oro | México | 2013 |

## Palmarés

### Torneos nacionales
| Título           | Club               | País   | Año  |
| ---------------- | ------------------ | ------ | ---- |
| Primera B        | Santiago Wanderers | Chile  | 1995 |
| Primera División | América            | México | 2005 |
| C. de Campeones  | América            | México | 2005 |

### Copas internacionales
| Título           | Equipo            | País      | Año  |
| ---------------- | ----------------- | --------- | ---- |
| Juegos Olímpicos | Selección Chilena | Australia | 2000 |

### Campeonatos amistosos
| Título            | Equipo            | País         | Año  |
| ----------------- | ----------------- | ------------ | ---- |
| Copa del Pacífico | Selección Chilena | Chile · Perú | 2006 |

### Distinciones individuales
| Distinción                                      | Año  |
| ----------------------------------------------- | ---- |
| Goleador de la Copa de Campeones de la Concacaf | 2003 |
| Goleador de la Interliga                        | 2004 |